# Victoria Chase
 (novembre 2014).
Victoria Chase est l'un des personnages principaux de la sitcom Hot in Cleveland, interprétée par l'actrice Wendie Malick. Elle est la meilleure amie de Mélanie Moretti et Joy Scroggs.

## Biographie
Née dans la ville fictive de Canoga Falls, Victoria est la fille d'un comédien, Alex Chase, et d'une marionnettiste, Penny. Elle a une sœur nommée Bess. Victoria a été formée à la Julliard School.
Elle a été mariée avec Clark, un savant, qui ne prenait pas son métier d'actrice au sérieux. Dans les années 1980, elle fait la rencontre de Mélanie Morreti sur le toit d'un hôtel, ainsi que de Joy Scroggs. Le même jour, elle apprend qu'elle va interpréter le personnage de Honor Saint-Raven dans le soap opera Edge of Tomorrow. L'année suivante, elle obtient sa première nomination aux Daytime Emmy Awards et décide de nommer sa fille aînée Emmy puisqu'elle pensait qu'elle en ramènerai un chez elle. Victoria eu d'ailleurs deux autres enfants : Oscar et Tony, dont elle ne s'est jamais occupée, trop occupée par sa carrière d'actrice. Son troisième mari, Jesse, était homosexuel et Victoria a réussi à faire croire à son quatrième mari qu'elle était encore vierge. Le Dr Julian Cortese lui a brisé le cœur ; on peut penser qu'il l'a trompée. Victoria est également entrée à l'Église de Scientologie et à la Kabbale. Elle a eu une liaison avec Warren Beatty.
Victoria est l'ennemie jurée de Susan Lucci, qui a interprété le rôle d'Erica Kane dans le soap opera All My Children. Susan et Victoria ont souvent été en conflit durant leur carrière, notamment pour les Daytime Emmy.
Dans l'épisode Pilot, Victoria, Mélanie et Joy se retrouvent à Cleveland, après l’atterrissage forcé de l'avion qui les amenait à Paris. Les trois amies ont décidé de rester à Cleveland, avec Elka Ostrovsky, la gardienne de la maison que Mélanie achète. C'est ainsi que Victoria va se retrouver avec des rendez-vous galants plus bizarre les uns que les autres : un homme avec des seins, un autre avec une queue, un autre avec des mains palmées et des frères siamois. Lorsque la série débute, Edge of Tomorrow a été annulé, ce qui a attristé Victoria qui ne cesse d'en parler.
À la fin de la saison 1, elle obtient un Daytime Emmy Award pour son rôle de Honor Saint-Raven. Mais bloquée à Cleveland en raison d'une tornade, c'est Susan Lucci qui prend le trophée à sa place.
Victoria s'est également battue avec l'actrice Melanie Griffith. La séquence fut filmée et permis ainsi à Victoria de se trouver face à Susan Lucci pour un épisode de All My Children. Sa fille Emmy a menacé d'écrire un livre vérité sur leur vie (un livre ressemblant à Mommie Dereast, livre scandale où l'actrice Joan Crawford apparaissait sous les traits d'une mère sadique et malveillante) pour décrire la personnalité égoïste de Victoria.
La seule relation marquante que Victoria aura est avec Sir. Emmett Lawson, son partenaire dans un film de Woody Allen, où elle joues le rôle principale. Elle et Emmett se marient à la fin de la saison 4 mais Emmett s'enfuiera de prison avec les vêtements. Malheureusement, Emmett sera tué. Dans la saison 5, Victoria est nommée pour l'Oscar de la meilleure actrice dans un second rôle (face à de vraie actrices comme Marion Cotillard ou Helen Mirren) qu'elle réussira à obtenir.

## Personnalité et description
Victoria est une femme vaniteuse et égocentrique. Elle aime être adulée et se trouver au centre de l'attention. Victoria aime qu'on lui fasse des compliments. Elle fut une mère épouvantable, souvent comparée à Joan Crawford dans Mommie Dereast, et ne possédant aucun instinct maternel. On apprend au fil des épisodes que Victoria a toujours prétendue être heureuse, alors qu'elle ne l'a jamais vraiment été, et qu'elle est en fait une femme très sensible et protectrice, autant avec ses amies qu'avec ses enfants. Ces cinq ex-maris lui ont souvent reprochés son caractère narcissique ; Victoria les fait toujours passer au second plan et les fait sentir inutile. Victoria change lorsqu'elle entame sa relation avec Sir. Emmett Lawson, qui deviendra son septième mari : elle devient plus vulnérable, romantique et humble, mais conserve toujours son ancienne personnalité.
Victoria porte des vêtements souvent sans manches. Elle a recours de nombreuses fois au Botox et aux lasers, voulant toujours paraître plus jeune. D'ailleurs, durant la série, elle prétendra avoir 39 ou 44 ans alors qu'elle est proche de la soixantaine.

## Honor Saint-Raven
Honor Saint Raven est le personnage principal du soap opera fictif Edge of Tomorrow, que Victoria a interprété pendant 27 ans. Victoria a également interprété Silver et Magnolia Saint-Raven, les deux sœurs jumelles maléfiques de Honor. Ce personnage est la caricature même des personnages de soap, comme Erica Kane (Susan Lucci dans All My Children) ou Victoria Lord (Erika Slezak dans One Life To Live). Victoria a reçu 16 nominations au Daytime Emmy pour son rôle.
Le personnage d'Honor Saint-Raven a été confronté à des situations souvent ridicules et hors du commun, caractéristiques principales des soaps operas :
- Honor a étudié des singes sur une île et s'est fait enlever par un savant fou, qui a prétendu être un tueur à gages vénézuélien nommé El Gato, mais aussi être son père.
- Elle s'est abritée avec une carcasse d'ours face à un blizzard.
- Elle a miraculeusement guéri d'une maladie mortelle.
- Elle a été la belle-mère d'enfants fantômes qu'elle a réunis avec leur mère décédée.
- Elle a été accusée de double meurtre, a fait de la prison pendant six semaines et a été libérée car elle avait sauvé les enfants de la directrice. Durant son séjour, elle a obtenu un diplôme par correspondance de l'université de Yale en botanique avancée.
- Sa sœur jumelle Magnolia, qui s'est fait passer pour elle, est tombée amoureuse d'un voleur de bijoux, qui s’avérait être son père.
- Honor est devenue une nonne et a prêté vœu de silence.
- Elle est tombée trois fois dans le coma.
- Elle a failli devenir paranoïaque lorsqu'elle a dit que son chat lisait dans ses pensées. Le chat avait un transmetteur implanté dans son cerveau.
- Elle a eu une liaison avec son maître nageur latino.
- Elle a été tuée six fois et est toujours revenue.
- elle a dû s'opérer elle-même du cerveau alors qu'elle était retenue en otage dans un sous-marin.
- Elle a tiré sur son frère et a fait l'amour avec lui.

La chaîne de télévision voulait tuer le personnage d'Honor, mais la créatrice du spectacle s'est opposée et a fait annuler la série.

## Récompenses
- Daytime Emmy Award de la meilleure actrice dans une série dramatique - 2010
- Oscar de la meilleure actrice dans un second rôle - 2014